# Esch-sur-Alzette
Esch-sur-Alzette (luxemburgiska: Esch-Uelzecht; tyska: Esch an der Alzette eller Esch an der Alzig) är en kommun och kommunhuvudort i Luxemburg. Kommunen ligger i kantonen Esch-sur-Alzette. År 2017 hade den 34 378 invånare. Det gör den till den näst största staden i Luxemburg. Esch-sur-Alzette ligger cirka 15 kilometer sydväst om huvudstaden Luxemburg. Staden har haft en betydelsefull plats för landets stålindustri, men har sedan stålkrisen under 1970-talet drabbats av nedläggningar, bland annat under 1990-talet.
Tillnamnet har staden fått från floden Alzette. Vänorter är Köln, Liège, Lille, Rotterdam, Turin och Coimbra.